# (52769) 1998 OF4
1998 أو أف 4 (ويعرف أيضًا باسم (52769) 1998 أو أف 4 وفق تسمية الكوكب الصغير) (بالإنجليزية: 1998 OF4)‏ هو كويكب ضمن حزام الكويكبات؛ وترتيبه 52769 من حيث الاكتشاف.
اكتُشف هذا الجُرم الفلكي بواسطة Paul G. Comba ‏ في 26 يوليو 1998.

## وصلات خارجية
- (52769) 1998 OF4 في قاعدة بيانات مختبر الدفع النفاث لأجرام النظام الشمسي الصغيرة

- الاكتشاف · مخطط المدار ·  العناصر المدارية · المعلمات المادية

- (52769) 1998 OF4 على موقع ويكي سكاي: DSS2, SDSS, GALEX, IRAS, Hydrogen α, X-Ray, Astrophoto, Sky Map, Articles and images